# Urteil von Nürnberg
Urteil von Nürnberg (Originaltitel: Judgment at Nuremberg) ist ein US-amerikanischer Gerichtsfilm aus dem Jahre 1961, der auf dem Nürnberger Juristenprozess von 1947 beruht. Stanley Kramer produzierte diesen Klassiker des Gerichtsfilms für die United Artists. Die künstlerische Beratung der deutschen Dialog-Fassung lag bei Erich Maria Remarque. Die Welturaufführung der deutschen Fassung fand am 14. Dezember 1961 in der Berliner Kongresshalle statt. Der Filmtitel wird oft mit Artikel („Das Urteil von Nürnberg“) wiedergegeben.

## Handlung
Der US-amerikanische Richter Dan Haywood trifft 1948 im vom Krieg stark zerstörten Nürnberg ein. Er soll den Prozess gegen vier führende deutsche Richter des NS-Staates leiten, welche in ihrem Amt viele politische Gegner zu Unrecht verurteilten. Er wird in der Villa eines ehemaligen Generals einquartiert, der als Kriegsverbrecher zum Tode verurteilt und hingerichtet worden ist.
Der Ankläger, Colonel Tad Lawson, lässt schon zu Verhandlungsbeginn erkennen, dass er eine harte Bestrafung der Angeklagten durchsetzen will. Sein schärfster Kontrahent ist der deutsche Verteidiger Hans Rolfe, der den Hauptangeklagten, den ehemaligen Justizminister des Dritten Reiches, Dr. jur. Ernst Janning, vertritt. Er beruft sich für seinen Mandanten auf den Befehlsnotstand und die damalige Rechtslage im Deutschen Reich, an die sich die Angeklagten hätten halten müssen.
Abseits der Verhandlung versucht Richter Haywood, in Nürnberg Kontakt zur einheimischen Bevölkerung zu bekommen, um zu verstehen, wie es zu den Verbrechen des Nationalsozialismus kommen konnte. Unter anderem lernt er Frau Berthold näher kennen, die Witwe des ehemaligen Besitzers der Villa, in der er wohnt. Frau Berthold hat eine feindselige Einstellung gegenüber den Amerikanern und will, dass die Zeit des Nationalsozialismus vergessen wird. Sie versucht zudem, den Richter zu beeinflussen, indem sie beteuert, dass auch hochrangige Deutsche nichts von den Verbrechen in den Konzentrationslagern gewusst hätten. In einem Gespräch mit den Hausbediensteten versucht Haywood herauszubekommen, wie die einfache Bevölkerung gedacht hat. Er stößt jedoch auf eine Mauer des Schweigens.
Zudem lernt Haywood, der bis auf seinen Dienst im Ersten Weltkrieg seine Heimat nie für länger verlassen hat, die deutsche Kultur kennen, was ihn weiter zum Nachdenken bringt.
Im Prozess sagt zunächst Jannings Vorgänger Dr. Karl Wieck aus. Er war 1935 vom Amt des Justizministers zurückgetreten, weil er den Nazis nicht mehr dienen wollte. Verteidiger Hans Rolfe gelingt es jedoch im Kreuzverhör, seine Glaubwürdigkeit in Zweifel zu ziehen.
Ein weiterer Zeuge, der Bäckerei-Hilfsarbeiter Rudolph Petersen, berichtet, dass er aufgrund einer Anordnung von Dr. Janning zwangssterilisiert worden sei, weil er einer kommunistischen Familie entstamme. Rolfe versucht nachzuweisen, dass Petersen sterilisiert wurde, weil er geistig minderbemittelt sei und dass Menschen aus diesem Grund auch in anderen Ländern, unter anderem in den USA, zwangsweise sterilisiert wurden. Rolfes Punkt wirkt glaubwürdig, als er Petersen ein sehr simples sprachliches Rätsel stellt, welches dieser nicht lösen kann. 
Schließlich sagt die Zeugin Irene Hoffman-Wallner aus, die Lawson erst nach langen Bemühungen dazu bringen konnte, vor Gericht zu bezeugen, dass der jüdische Geschäftsmann Feldenstein von Dr. Ernst Janning aufgrund einer angeblichen intimen Beziehung mit ihr wegen „Rassenschande“ zum Tode verurteilt und hingerichtet wurde.
Der Verteidiger Rolfe versucht im Kreuzverhör nachzuweisen, dass der hingerichtete Feldenstein tatsächlich intime Beziehungen zu ihr gehabt, also den Straftatbestand der „Rassenschande“ erfüllt habe. Als die Zeugin, von Rolfe bedrängt, in Tränen ausbricht, ergreift Janning zum ersten Mal das Wort und bringt Rolfe zum Schweigen.
Anschließend tritt er in den Zeugenstand und bekennt sich schuldig im Sinne der Anklage. Er gibt zu, die Naziverbrechen sowohl bewusst ignoriert wie auch gerechtfertigt zu haben, im Glauben, dass sie dem Wohl des Landes dienten. Seine eigenen Verbrechen habe er billigend als Mittel für patriotische Ziele in Kauf genommen. Ebenso bekennt er, beim Verfahren gegen Feldenstein schon vor Prozessbeginn das Todesurteil festgelegt zu haben.
Kurz vor der Urteilsfindung blockiert die Sowjetunion die Zufahrt nach Berlin. US-Militärs setzen Anklagevertreter Lawson unter Druck, ein mildes Urteil zu fordern, da man in Zukunft das Wohlwollen der deutschen Bevölkerung brauchen werde. Richter Haywood verkündet trotzdem ein strenges Urteil wegen der Beteiligung an Verbrechen gegen die Menschlichkeit. Er verurteilt, zusammen mit dem Beisitzer Norris, die Angeklagten zu lebenslanger Haft. Beisitzer Ives erklärt in einem Minderheitenvotum, dass er die Angeklagten aus formaljuristischen Gründen freigesprochen hätte.
Als Haywood für seine Abreise packt, ruft er noch einmal Frau Berthold an, diese nimmt seinen Anruf jedoch nicht an.
Kurz bevor Haywood Nürnberg verlässt, wird er noch einmal von Rolfe aufgesucht, welcher ihm mitteilt, dass Janning ihn sprechen möchte. Zudem bietet Rolfe Haywood eine Wette an, dass die Verurteilten in fünf Jahren ohnehin wieder frei sein würden. Richter Haywood erwidert darauf, dass der Standpunkt Rolfes logisch sei, aber nicht Gerechtigkeit widerspiegelt.
Der Film endet mit einem Besuch Haywoods in Jannings Zelle. Janning versichert dem Richter, dass er ein gerechtes Urteil gesprochen habe, er möge ihm aber glauben, dass er – Janning – die Massenmorde an Juden nicht gewollt habe und nicht hätte ahnen können, wie weit es kommen würde. Haywood verlässt ihn mit den Worten, dass Janning es hätte wissen müssen, als er den ersten Angeklagten verurteilte, von dessen Unschuld er wusste.

## Historischer Hintergrund
Die Handlung ist an den Juristenprozess von 1947 gegen eine Reihe von NS-Richtern angelehnt. Inhaltlich geht es dabei um das Unrechts-Todesurteil, welches vom Sondergericht Nürnberg unter dem Vorsitz von Oswald Rothaug auf Antrag des Staatsanwalts Hermann Markl wegen „Rassenschande“ gegen Leo Katzenberger verhängt wurde. Jedoch sind sämtliche Figuren im Film rein fiktiv.
Im Film wird authentisches Filmmaterial über die Verbrechen in den Konzentrationslagern verwendet.

## Intention des Filmes
„[…] Der Linie treu bleibend, welche er als Regisseur und Produzent bereits in vielen anderen Filmen … verfolgt hatte, veranschaulicht Kramer ein besonders schwieriges und umstrittenes Thema: das Problem der Verantwortlichkeit des Einzelnen für seine Entscheidungen, wenn er sich innerhalb eines Systems bewegt, welches Handlungen formal legitimiert, die als wirkliche Verbrechen gegen die Menschlichkeit erscheinen müssen. Die brutale Verfolgung politischer und weltanschaulicher Gegner; die Entrechtung, Beraubung, Vertreibung und massenhafte Vernichtung von Juden, Sinti und Roma; die ‚rassenbiologischen‘ Maßnahmen von Sterilisationen und ‚Vernichtung unwerten Lebens‘; die Verschleppung von Millionen Zwangsarbeitern; und schließlich der Raub- und Vernichtungskrieg im Osten; all diese Verbrechen wurden von Juristen, die teils ideologisch fanatisiert, teils opportunistisch und feige waren, verbreitet, begleitet, und legitimiert […]“

## Kritiken
„Differenziert argumentierend, konfrontiert der Film unterschiedliche Standpunkte, ohne eine eindeutige Wertung vorzunehmen. Ein Klassiker des Gerichtsfilms mit hervorragenden Darstellern und perfekter Dramaturgie. Die Ausgewogenheit des Drehbuchs und die melodramatischen Zutaten der Regie entschärfen jedoch den brisanten Stoff und verbinden ihn mit den Konventionen des Unterhaltungskinos.“

„Bemüht sich in fairer Weise um die Fragen nach unabdingbarem Recht und menschlicher Schuld. Trotz mancher Überladung und mancher Unklarheit ein mutiger und ehrlicher Film und ein anerkennenswerter Beitrag zur Erörterung bisher ungelöster Fragen. Ab 16 sehr zu empfehlen.“

„In der großen Tradition von Gerichtsdramen hat ‚Das Urteil von Nürnberg‘ die Ehre, das wichtigste von allen zu sein – auch wenn es offenkundig nicht das unterhaltsamste ist.“

„[…] Werberummel und Staraufgebot vermochten nicht zu verhüllen, dass er misslungen ist. […] Drei Viertel des Films plätschern nutzlos dahin, erst im letzten Viertel wird die Frontstellung deutlich. Wenn man einen Thesenfilm drehen will, muss er zielstrebiger sein – es sei denn, man wolle niemandem wehe tun. […] Bewundernswürdig sind Tracy und Lancaster.“

## Synchronisation
Die deutsche Synchronbearbeitung entstand 1961 in den Ateliers der Ultra Film Synchron GmbH unter der Regie von Josef Wolf, der auch das Dialogbuch verfasste. An der künstlerischen Bearbeitung der Dialoge wirkte Erich Maria Remarque mit.
| Rolle                  | Darsteller        | Synchronsprecher       |
| ---------------------- | ----------------- | ---------------------- |
| Richter Dan Haywood    | Spencer Tracy     | Walter Suessenguth     |
| Ernst Janning          | Burt Lancaster    | Ernst Wilhelm Borchert |
| Colonel Tad Lawson     | Richard Widmark   | Arnold Marquis         |
| Frau Berthold          | Marlene Dietrich  | Eleonore Noelle        |
| Irene Hoffman-Wallner  | Judy Garland      | Ilse Kiewiet           |
| Hans Rolfe             | Maximilian Schell | Maximilian Schell      |
| Rudolph Petersen       | Montgomery Clift  | Wolfgang Kieling       |
| Captain Harrison Byers | William Shatner   | Klaus Schwarzkopf      |
| General Merrin         | Alan Baxter       | Thomas Reiner          |
| Richter Ives           | Ray Teal          | Erik Jelde             |

Im deutschen Fernsehen wurde der Film erstmals am 16. März 1970 um 21.00 Uhr im ZDF gezeigt.

## Auszeichnungen

### Oscarverleihung 1962
Maximilian Schell wurde für seine Darbietung mit dem Oscar in der Kategorie Bester Hauptdarsteller ausgezeichnet. Außerdem erhielt Abby Mann die Auszeichnung 1962 für das beste Drehbuch nach einer literarischen Vorlage.
Weiterhin erhielt der Film neun weitere Nominierungen:
- Bester Film
- Bester Hauptdarsteller: Spencer Tracy
- Bester Nebendarsteller: Montgomery Clift
- Beste Nebendarstellerin: Judy Garland
- Bestes Szenenbild (S/W-Film): Rudolph Sternad, George Milo
- Beste Kamera (S/W-Film): Ernest Laszlo
- Bestes Kostümdesign (S/W-Film): Jean Louis
- Beste Regie: Stanley Kramer
- Bester Schnitt: Frederic Knudtson

### Golden Globe Verleihung 1962
- Bester Hauptdarsteller (Drama): Maximilian Schell
- Beste Regie: Stanley Kramer

Weiterhin erhielten Judy Garland und Montgomery Clift eine Nominierung als beste Nebendarsteller. Außerdem wurde der Film in der Kategorie Bestes Drama, sowie als Bester Film zur Internationalen Verständigung nominiert.

### Weitere Honorierungen
- Bei den NYFCC Awards gewann, wie bei den Oscarverleihungen, Maximilian Schell des Preis als Bester Darsteller und Abby Mann für das Beste Drehbuch.
- Der Film erhielt drei Nominierungen für den BAFTA Award: Maximilian Schell und Montgomery Clift als Beste Ausländische Schauspieler, sowie der Film als Ganzes.
- Spencer Tracy erhielt den Fotogramas de Plata als Bester Ausländischer Schauspieler.
- Weiterhin gewann der Film den Bodil, den Cinema Writers Circle Award, sowie den David di Donatello Award.
- Im Jahre 2008 wählte das renommierte American Film Institute die zehn größten Gerichtsdramen aller Zeiten. Das Urteil von Nürnberg erreichte Platz 10.
- Aufnahme in das National Film Registry 2013

## DVD-Veröffentlichung
- Das Urteil von Nürnberg. Reihe „Preisgekrönte Filme“. MGM Home Entertainment 2001.

## Soundtrack
- Ernest Gold: Judgment at Nuremberg. Original Motion Picture Soundtrack. (DeLuxe Edition: Enhanced CD mit dem Original-Kinotrailer und ausführlichem Booklet.) Rykodisc/MGM, Salem 1998, Tonträger-Nr. RCD 10723 – Originalaufnahme der Filmmusik unter Leitung des Komponisten

## Als Theaterinszenierung
Die Theaterfassung, ebenfalls von Abby Mann, wurde am 26. März 2001 im Longacre Theatre am Broadway uraufgeführt. Maximilian Schell kehrte hierfür zurück, diesmal in der Rolle von Ernst Janning. Die deutschsprachige (und europäische) Erstaufführung fand am 11. Oktober 2002 im Schauspielhaus Nürnberg statt, Regie: Klaus Kusenberg, Ausstattung: Günter Hellweg. Weitere Produktionen gab es 2003 am Hamburger Ernst-Deutsch-Theater sowie 2019 an der Württembergischen Landesbühne Esslingen.